# Ivan Sochenko
Ivan Maksymovytch Sochenko (en ukrainien : Іван Максимович Сошенко, né le 2 juin 1807 (14 juin dans le calendrier grégorien) à Bohouslav (Empire russe) et mort le 19 juillet 1876 (31 juillet dans le calendrier grégorien) à Korsoun (Empire russe), est un peintre romantique ukrainien, russe de nationalité.

## Biographie
Ivan Sochenko fait ses études à l'Académie impériale des beaux-arts de Saint-Pétersbourg en 1834 à 1838. Il va ensuite enseigner l'art dans des gymnasiums à Nijyn (1839-1846), à Nemyriv (1846-1856) et à Kiev.
En juillet 1835, il rencontre et se lie avec Taras Chevtchenko. Il lui enseigne les bases de la peinture, et le présente à des artistes et écrivains tels que Yevhen Hrebinka, Vassili Joukovski, Karl Briullov, et Alexeï Venetsianov. Ils aideront Chevtchenko à acheter sa liberté,. Plus tard, Sochenko l'aidera également à être admis à l'Académie impériale des beaux-arts de Saint-Pétersbourg.
En 1861, il accompagnera le cercueil de Chevtchenko, lors de ses funérailles à Kaniv.
Les œuvres de Sochenko sont constituées de portraits, de scènes de genre, et paysages, ainsi que d'icônes.
En 1876, à Kiev, Mykhailo Chaly, ami d'Ivan Sochenko, publie une biographie de l'artiste,.

## Galerie d’œuvres

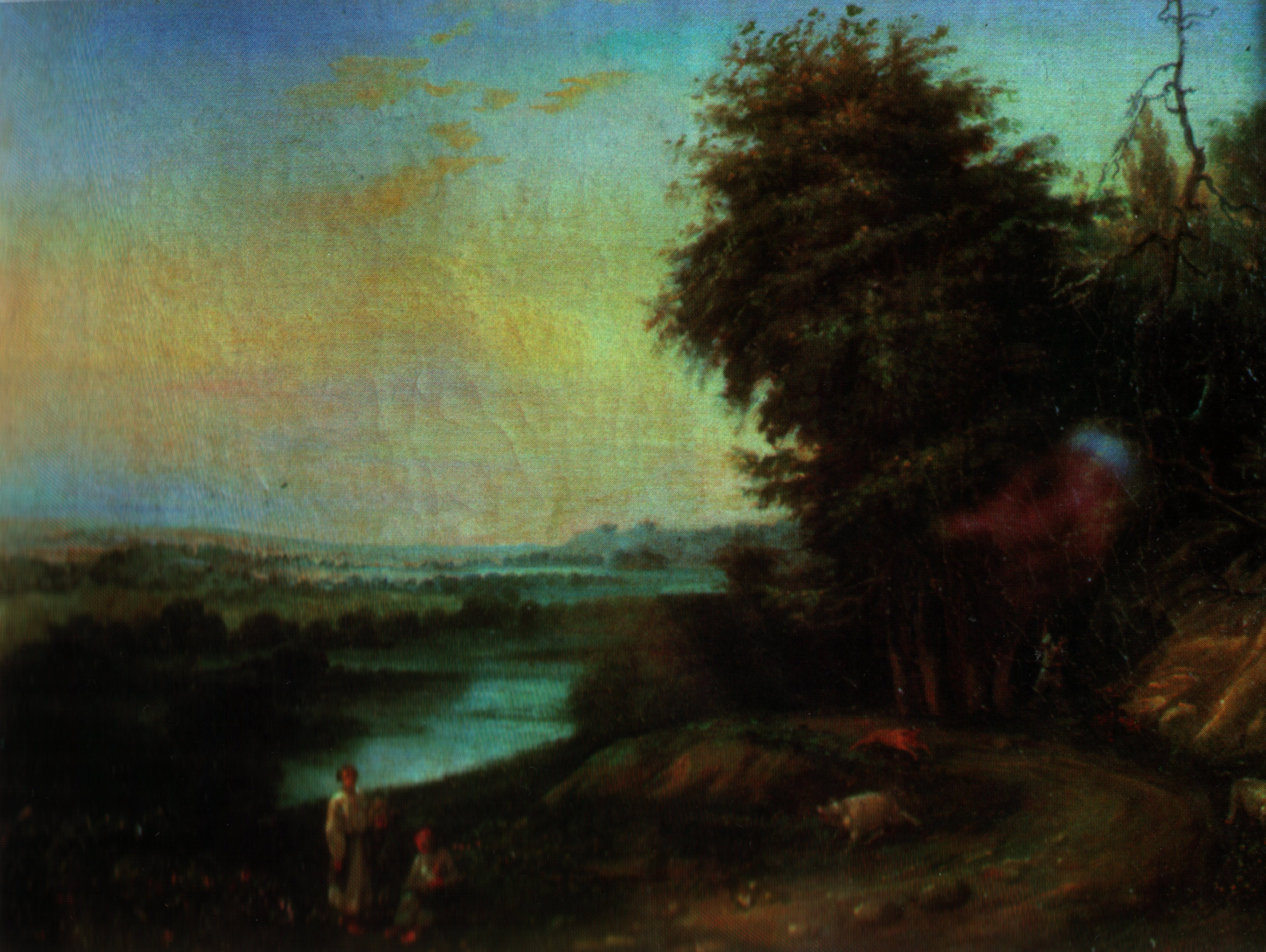
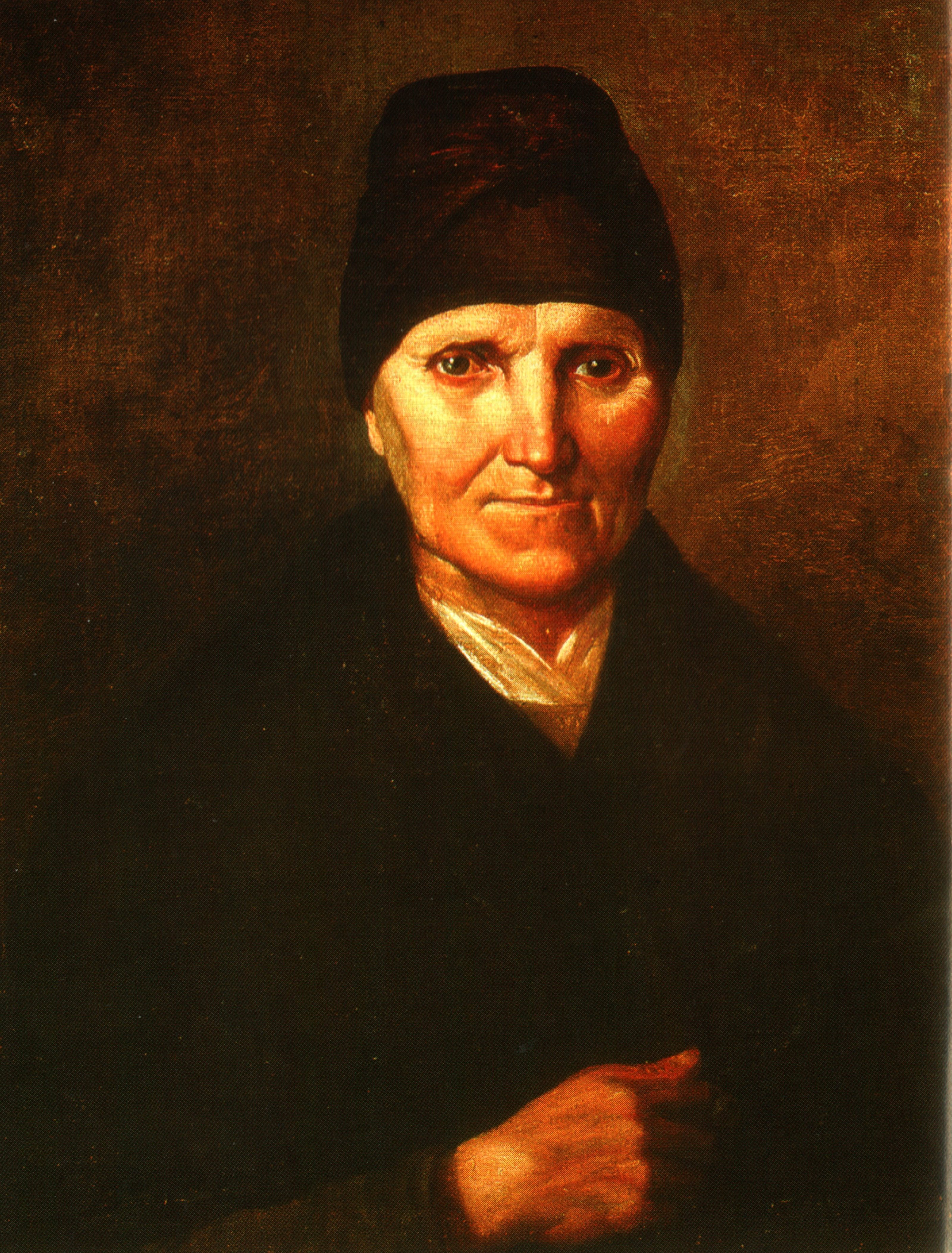
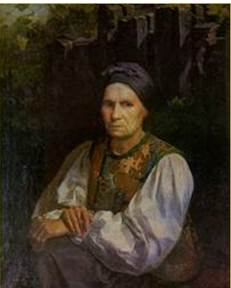
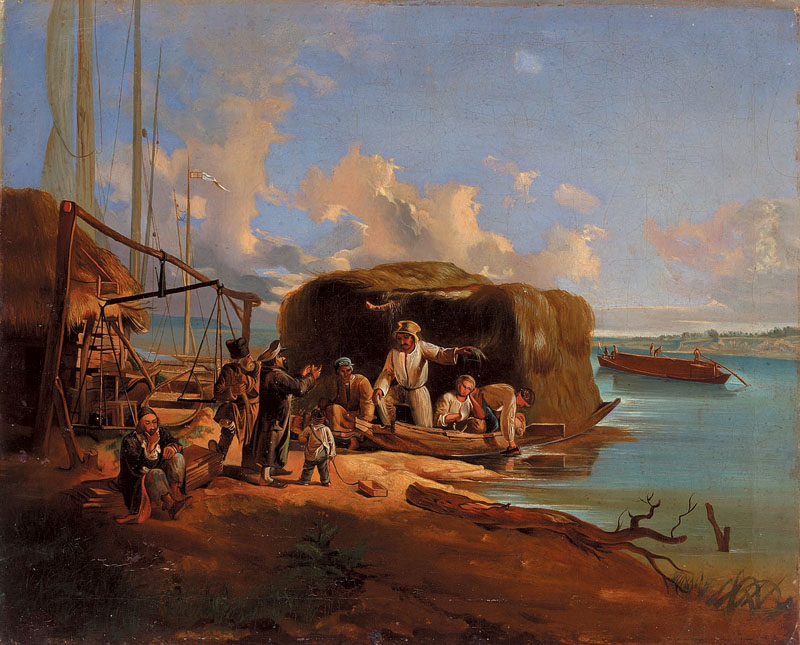